# Peceneaga (gmina)
Peceneaga – gmina w Rumunii, w okręgu Tulcza. Obejmuje tylko jedną miejscowość Peceneaga. W 2011 roku liczyła 1538 mieszkańców. 